# Fiedel Michel
Fiedel Michel — немецкая фолк-группа 1970-х годов, исполнявшая немецкую народную музыку.

## История
Группа Fiedel Michel была основана в 1973 году Мартином Ханнеманном (гитара), Михаэлем Таутом (скрипка) и Томасом Кагерманном (фидель). Ранее Ханнеманн и Таут выступали в фолк-группе Ramblin Pitchforkers, исполнявшей песни в ирландском фолк-стиле. Летом 1973 года группа дебютировала на фестивале народной музыки в Эрлангене и с тех пор стала выпускать пластинки с песнями и давать многочисленные концерты. Это было время расцвета немецкой фолк-музыки, когда в Германии фолк-коллективы возникали стремительно один за другим. Вскоре к группе присоединились Эльке Херольд и Моника Домин, а в 1978 году Кагерманн основал фолк-рок-группу Falkenstein.
Коллектив распался в 1981 году, и судьбы его участников сложились по-разному. Таут уехал в США, где сделал карьеру нейромузыкотерапевта, и ныне работает в университете штата Колорадо нейромузыковедом в центре Биомедицинских музыкальных исследований. Ханнеманн продолжил музыкальную карьеру, создав в 1982 году фолк-рок-группу Celtic Brew.
С 1999 года группа иногда воссоединяется для организации концертов. Мартин Ханнеманн и Томас Кагерманн приглашали в качестве сессионного музыканта Михаэля «Мика» Франке на концерты. В 1999 году на компакт-дисках был переиздан старый, исторически важный репертуар группы. После смерти Франке в 2001 году Ханнеманн и Кагерманн выступают только в дуэте.

## Стиль
Fiedel Michel исполнял на немецком языке народные песни в современной обработке, используя только «живые» инструменты. В репертуар группы входили также песни на стихи поэтов XX века, в том числе Бертольда Брехта и Эриха Кестнера.

## Дискография

### LP (пластинки)
- No. 1
- No. 2
- Tänze
- No. 4
- Der Teutsche Michel
- Live
- Von Zeit zu Zeit
- Fiedel Michel
- Kennst Du das Land

### CD
- 1999: Retrospektive
- 1999: Es ist an der Zeit